# Top Combine
I Top Combine (cinese tradizionale: 至上勵合; cinese semplificato: 至上励合; pinyin: Zhì Shàng Lì Hé) sono una boy band mandopop cinese, la seconda del genere a debuttare nell'industria musicale della Cina continentale. I membri del gruppo sono Bird Zhang (frontman), Caesar Li, Mars Ma, Kenny Liu e Tanas Kim, i quali sono stati tutti istruiti professionalmente nel canto, nella danza, nelle lingue e nella carriera di modelli. Con l'eccezione di Kim, gli altri quattro membri del gruppo sono stati sfidanti nella competizione canora più popolare della Cina, Super Boy (快乐男声), nell'edizione del 2007. I Top Combine hanno fatto il loro debutto sul mercato nell'ottobre del 2008, pubblicando il loro primo singolo, intitolato Arrival (降临).

## Storia

### Competizione canoraSuper Boye formazione
La competizione canora Super Boy è stata creata dalla Hunan TV e dall'etichetta discografica EE Media, grazie al successo ottenuto dalla sua precedente versione femminile Super Girl. Trasmesso per la prima volta il 25 maggio 2007, Super Boy è la versione cinese dello show americano American Idol, che ha ottenuto successo anche in Italia con il nome di X-Factor. Nella prima edizione di Super Boy, alla quale hanno partecipato i membri dei Top Combine, Zhang Yuan si è piazzato in nona posizione, entrando in finale tra i Top 10. Sebbene Li Mao di Nanchino, Ma Xueyang di Chengdu, Liu Zhoucheng di Canton e Gao Wei di Changsha sono stati eliminati prima della finale, l'etichetta EE Media ha pensato di riunirli insieme al finalista in un unico gruppo canoro. Inizialmente, anche lo sfidante Yang Fan di Jinan sarebbe dovuto entrare a far parte del gruppo, ma fu presto scartato. Dopo qualche registrazione di prova, la EE Media ha messo il gruppo sotto contratto con il nome temporaneo di Happy Boy Group.

Originariamente, il finalista Zhang Yuan avrebbe dovuto debuttare in gruppo canoro e di danza composto da 13 membri, chiamato Happy Top 13, al quale avrebbero partecipato tutti i 13 finalisti di Super Boy. Tuttavia un gruppo composto da così tanti membri sarebbe sembrato troppo pretenzioso, ed il progetto fu abbandonato in favore della creazione dei Top Combine. Fu così che Zhang Yuan fu piazzato come quinto ed ultimo membro del gruppo. Quello stesso mese, la band ha registrato un singolo pre-debutto intitolato Kiss, che è stato presentato al pubblico nel concerto dello show Super Boy a Shanghai.
Supportati dall'etichetta discografica sudcoreana Doremi Media, nell'ottobre del 2007 il gruppo è stato mandato in Corea per un allenamento vocale e di danza. Per diverso tempo, i mass media hanno speculato a proposito di un rimpiazzo nel gruppo con un membro coreano, nella speranza di sfondare nel mercato della penisola. Infine è stato annunciato dalla EE Media, all'inizio del 2008, che ci sarebbe effettivamente stato un cambiamento nella formazione e che il membro sostituito da un anonimo coreano sarebbe stato Gao Wei.
L'allora Happy Boy Group tornò in Cina nell'aprile del 2008, annunciando il nuovo membro sudcoreano Kim Eun-sung. L'aggiunta di Kim permise effettivamente al gruppo di tentare il successo nel mercato coreano, come dichiarato in un'intervista per il canale televisivo della penisola KTV. Poco prima che finissero le registrazioni per il loro singolo di debutto, fu deciso il cambio di nome del gruppo in Zhi Shang Li He (至上励合), tradotto letteralmente dal cinese come "combinazione suprema", inglesizzato infine ufficialmente come Top Combine. Anche ai membri furono dati dei nomi inglesi (Zhang Yuan divenne Bird, Li Mao cambiò in Caesar, Ma Xueyang fu trasposto in Mars, Liu Zhoucheng passò a Kenny, ed infine Kim Eun-sung venne chiamato Tanas), sebbene nelle regioni sinofone essi usino i loro nomi di nascita.

### Carriera musicale
Il debutto dei Top Combine è stato allo stesso tempo di successo e controverso. Il primo singolo del gruppo, Arrival, ha debuttato globalmente nella classifica Music Radio: China's Top 10 Charts l'8 settembre 2008, appena sei giorni dopo il debutto ufficiale del gruppo, raggiungendo la terza posizione in classifica. Tuttavia, alla pubblicazione del video musicale che accompagna il singolo, il 20 settembre, vi sono state delle controversie in quanto i colori, lo stile ed i materiali utilizzati somigliano in modo palese ai video musicali delle canzoni O e Purple Line della boy band sudcoreana TVXQ. È stato in seguito spiegato che la ragione delle somiglianze è in realtà dovuta al fatto che i tre video sono stati diretti dallo stesso regista, Chun Hyuk-jin, tuttavia il gruppo è stato pesantemente criticato su internet a causa della poca originalità e della somiglianza spudorata a boy band sudcoreane quali TVXQ e Super Junior.
Il 9 ottobre 2008, i Top Combine hanno ufficialmente debuttato in televisione nel programma Day Day Up (天天向上), cantando Arrival. Il loro EP di debutto, che prende il nome dal primo singolo, è stato pubblicato in diverse provincie cinesi a partire dal 26 ottobre. Il 16 novembre, il gruppo ha tenuto il primo incontro ufficiale con i fan. Il video musicale di Cotton Candy, secondo singolo promozionale del gruppo, è stato pubblicato a dicembre del 2008. La canzone è stata interamente composta alla chitarra elettrica ed al violino da Ma, che ne ha scritto anche il testo. Il singolo è entrato nella Top 10 di cinque diverse classifiche musicali, raggiungendo la seconda posizione e superando quindi le vendite del primo singolo.
I Top Combine sono stati invitati, il 15 novembre 2008, ad esibirsi alla cerimonia di apertura dei Southeast Explosive Music Awards. Il 17 novembre dello stesso anno, hanno ricevuto il loro primo premio ufficiale ai 9+2 Music Awards.

## Formazione
| BIRD Nome: Zhang Yuan (cinese semplificato: 张远; cinese tradizionale: 張遠; pinyin: Zhāng Yuǎn) Data di nascita: 2 giugno 1985 Posizione: Leader, voce principale Luogo di nascita: Chuzhou, Anhui, Cina                                |
| CAESAR Nome: Li Mao (caratteri cinesi: 李茂; pinyin: Lǐ Mào) Data di nascita: 2 giugno 1986 Posizione: Rapper, voce Luogo di nascita: Hefei, Anhui, Cina                                                                                 |
| MARS Nome: Ma Xueyang (cinese semplificato: 马雪阳; cinese tradizionale: 馬雪陽; pinyin: Mǎ Xuěyáng) Data di nascita: 30 settembre 1986 Posizione: Voce Luogo di nascita: Chengdu, Sichuan, Cina                                         |
| KENNY Nome: Liu Zhoucheng (cinese tradizionale: 劉洲成; cinese semplificato: 刘洲成; pinyin: Liú Zhōuchéng) Data di nascita: 28 febbraio 1988 Posizione: Voce Place of birth: Zhongshan, Guangdong, Cina                                 |
| TANAS Nome: Jin Ensheng (cinese semplificato: 金恩圣; cinese tradizionale: 金恩聖; pinyin: Jīn Ēnshèng) Nome di nascita: Kim Eun-sung (Hangŭl: 김은성) Data di nascita: 17 settembre 1988 Position: Voce Luogo di nascita: Corea del Sud |

## Discografia

### EP
| Numero dell'album | Informazioni | Copie vendute | Miglior posizione in classifica |
| ----------------- | --- | ------------- | ------------------------------- |
| 1                 | Arrival (降临) - Data di pubblicazione: 26 ottobre 2008 - Lunghezza: 20:52 - Lingua: cinese - Etichetta: EE Media | N/A           | N/A (Classifiche cinesi)        |

#### Solisti
- Bird Zhang -  City of Sadness
  - Data di pubblicazione: 29 maggio 2007

#### Altro
E.E. Media Stars - 红星闪闪 (Hong Xing Shan Shan/Red Star Glimmering)

Data di pubblicazione: luglio 2009
E.E. Media Stars - OPEN新年 (OPEN Xin Nian/OPEN New Year)

Data di pubblicazione: dicembre 2008
Super Boys (feat. Bird/Zhang Yuan) - 我最闪亮 (Wo Zui Shan Liang/I'm The Brightest)

Data di pubblicazione: settembre 2007

## Riconoscimenti
| Anno | Premio |
| ---- | --- |
| 2008 | - "Miglior gruppo dance", 9+2 Music Awards - "Gruppo più popolare online", 9+2 Music Awards - "Gruppo emergente più popolare", 9+2 Music Awards |
| 2009 | - Singolo d'oro del 2008 (Cotton Candy), Beijing Pop Music Awards - Premio Baidu per il gruppo emergente più ricercato                          |